# متسخيتا-متيانيتي
متسخيتا-متيانيتي هي منطقة في جورجيا، بلغ عدد سكانها 94٬573  نسمة، في 2014، عاصمتها محمية المدينة ومتحف متسخيتا، تبلغ مساحتها 6٬785 كيلومتر مربع.